# مالكولم ميلر (كرة سلة)
مالكولم ميلر (بالإنجليزية: Malcolm Miller)‏ مواليد 6 مارس 1993 في لايتونسفيل، هو لاعب كرة سلة أمريكي. بدأ مسيرته الاحترافية في سنة 2015. يلعب مع ألبا برلين. يحمل الرقم 13. يبلغ طوله 6 قدم 7 بوصة (2.0 م). لعب مع مين ريد كلوز في دوري الرابطة الوطنية لفئة التطوير وألبا برلين في الدوري الألماني لكرة السلة.

## روابط خارجية
- مالكولم ميلر على موقع الدوري الأوروبي لكرة السلة (الإنجليزية)
- مالكولم ميلر على موقع إن بي أي (الإنجليزية)
- مالكولم ميلر على موقع الدوري التايواني الممتاز لكرة السلة (الصينية)
- مالكولم ميلر على موقع سبورتس رفرنس (الإنجليزية)
- مالكولم ميلر على موقع كرة السلة الأوروبية.كوم (الإنجليزية)
- مالكولم ميلر على موقع إي إس بي إن.كوم (الإنجليزية)
- مالكولم ميلر على موقع كلية كرة السلة في سبورتس رفرنس.كوم (الإنجليزية)
- مالكولم ميلر على موقع ريلجم (الإنجليزية)
- مالكولم ميلر على موقع بروبوليرز (الإنجليزية)
- مالكولم ميلر على موقع سبورتس رفرنس (الإنجليزية)